# Sabulodes prolauta
Sabulodes prolauta là một loài bướm đêm trong họ Geometridae.